# گتو لاخوا
گتو لاخوا گتویی نازی در طول جنگ جهانی دوم بود که در بلاروس غربی قرار داشت. این گتو با هدف آزار و اذیت و بهره‌کشی از یهودیان بومی در لاخوا، بلاروس ایجاد شده بود. این گتو تا سپتامبر سال ۱۹۴۲ وجود داشت، و مکان نخستین خیزش گتوهای یهودی‌نشین بود.

## پیشینه
نخستین یهودیان پس از قیام خملنیتسکی (۱۶۵۰–۱۶۴۸) در لاخوا، تاج پادشاهی لهستان، ساکن شدند. در ۱۷۹۵، ۱۵۷ شهروند یهودی در لاخوا مالیات می‌دادند و در همان هنگام نیز اکثریت ساکنان را تشکیل می‌دادند. منابع اصلی درآمد شهر تجارت محصولات کشاورزی و ماهیگیری بود که به تولید گوشت و موم، خیاطی و خدمات ترابری گسترش یافت. چندین دهه پس از تجزیه لهستان توسط روسیه، پروس و اتریش، خط آهن ویلنیوس-لونینت-ریونه تا لاخوا امتداد یافت و به اقتصاد محلی کمک کرد تا در برابر رکود مقاومت کند. در سال ۱۸۹۷، تعداد ۱٬۰۵۷ یهودی در این شهر زندگی می‌کردند.
پس از تشکیل جمهوری دوم لهستان پس از جنگ جهانی اول در سال ۱۹۱۸، لاخوا بخشی از استان پولشه در منطقه کرسی شد. بر پایه سرشماری سال ۱۹۲۱ در لهستان، جمعیت لاخوا دارای ۳۳ درصد یهودی بود. الیعاذر لیختنشتاین آخرین ربی پیش از تهاجم شوروی به لهستان در سال ۱۹۳۹ بود. پس از حمله شوروی و آلمان به لهستان، لاخوا به خاک شوروی ضمیمه شد و به بخشی از جمهوری شوروی سوسیالیستی بلاروس تبدیل شد.

## تاریخچه گتو

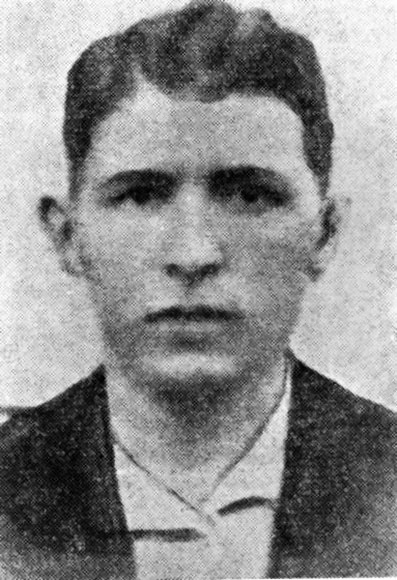
ییتزهاک رخشین، رهبر گروه زیرزمینی لاخوا، و فرمانده خیزش مسلحانه گتو

در ۲۲ ژوئن ۱۹۴۱، آلمان در جریان عملیات بارباروسا به اتحاد جماهیر شوروی حمله کرد. دو هفته بعد، در ۸ ژوئیه ۱۹۴۱، ورماخت آلمان شهر را تصرف کرد. یودنرات توسط آلمانی‌ها به ریاست یک رهبر صهیونیست سابق، دوو لوپاتین، تأسیس شد. خاخام حاییم زالمان اوشروویتس توسط پلیس دستگیر شد. آزادی وی بعدها تنها پس از پرداخت دیه سنگین تأمین شد.
در یک آوریل ۱۹۴۲، ساکنان یهودی شهر به زور به گتو جدیدی متشکل از دو خیابان و ۴۵ خانه منتقل شده و توسط حصار سیم خاردار محاصره شدند. در این گتو تقریباً ۲۳۵۰ تن زندگی می‌کردند؛ یعنی به ازای هر نفر ۱ متر مربع.
خبرکشتارها به دست آینزاتس‌گروپ B آلمان در سراسر منطقه پخش شد، و به زودی به لاخوا رسید. جوانان یهودی با رهبری ییتزهاک رخشین مقاومتی زیرزمینی ترتیب دادند. با کمک یودنرات، مقاومت زیرزمینی موفق به جمع‌آوری تبرها، چاقوها و میله‌های آهنی شد، اگرچه تلاش‌ها برای قاچاق اسلحه گرم به درون گتو اغلب بی‌نتیجه ماندند.
تا اوت ۱۹۴۲، یهودیان لاخوا می‌دانستند که گتوهای در آن حوالی برچیده شده بودند. در ۲ سپتامبر، به مردم محلی اطلاع داده شد که به برخی از کشاورزانی که نازی‌ها احضار کرده بودند، دستور کندن گودال‌های بزرگی در بیرون از شهر داده شده بود. بعدها در همان روز، ۱۵۰ سرباز آلمانی از یک جوخه مرگ آینزاتس‌گروپ با ۲۰۰ نفر همدست بلاروسی و اوکراینی گتو را محاصره کرده‌اند. رخشین و مقاومت زیرزمینی می‌خواستند نیمه شب به حصارهای گتو حمله کنند تا مردم توانایی فرار پیدا کنند، اما دیگران از تنها گذاشتن افراد پیر و کودکان خودداری کردند. لوپاتین درخواست کرد که حمله به صبح موکول شود.

## خیزش و کشتار
در ۳ سپتامبر ۱۹۴۲، آلمانی‌ها به دوو لوپاتین اطلاع دادند که گتو باید برچیده شود و به ساکنان گتو دستور دادند تا برای «اسکان مجدد» گردهم آیند. برای اطمینان از همکاری رهبران گتو، آلمانی‌ها قول دادند که اعضای یودنرات، پزشک گتو و ۳۰ کارگر (که لوپاتین می‌توانست خود آنها را برگزیند) در امان خواهند بود. لوپاتین این پیشنهاد را رد کرد و گفت: «یا همه ما زندگی می‌کنیم، یا همه می‌میریم.»
هنگامی که آلمانی‌ها به گتو وارد شدند، لوپاتین مقر یودنرات را به آتش کشید، و این نقطه آغاز خیزش بود. ساختمان‌های دیگر نیز به آتش کشیده شدند. اعضای جنبش زیرزمینی گتو با استفاده از تبر، چوب، کوکتل مولوتف و نیز دست خالی، هنگام ورود به گتو، به آلمانی‌ها حمله کردند. باور بر این است که این نبرد نمایانگر نخستین خیزش در گتوهای یهودی در طول جنگ است. تقریباً ۶۵۰ یهودی در جریان نبردها یا درون شعله‌های آتش کشته شدند، و ۵۰۰ تن دیگر از آنها نیز به گودال‌ها برده و تیرباران شدند. شش سرباز آلمانی و هشت پلیس آلمانی و اوکراینی (یا بلاروسی) نیز کشته شدند. حصار گتو شکسته شد و تقریباً ۱۰۰۰ یهودی توانستند فرار کنند؛ از این تعداد حدود ۶۰۰ تن توانستند به مرداب‌های پینسک پناه ببرند. رخشینپس از کشتن یک سرباز آلمانی با وارد کردن ضربه تبر به سر، هنگام پریدن به رودخانه اسمیرک مورد اصابت گلوله قرار گرفت و کشته شد. گرچه برآورد می‌شود ۱۲۰ نفر از فراریان توانسته باشند به واحدهای پارتیزانی بپیوندند، اما سرانجام بیشتر افراد دیگر ردیابی و کشته شدند. حدود ۹۰ نفر از ساکنان گتو از جنگ جان سالم به در بردند. دوو لوپاتین به یکی از واحدهای پارتیزانی کمونیست پیوست و در ۲۱ فوریه ۱۹۴۴ بر اثر برخورد با مین کشته شد.

## پسایند

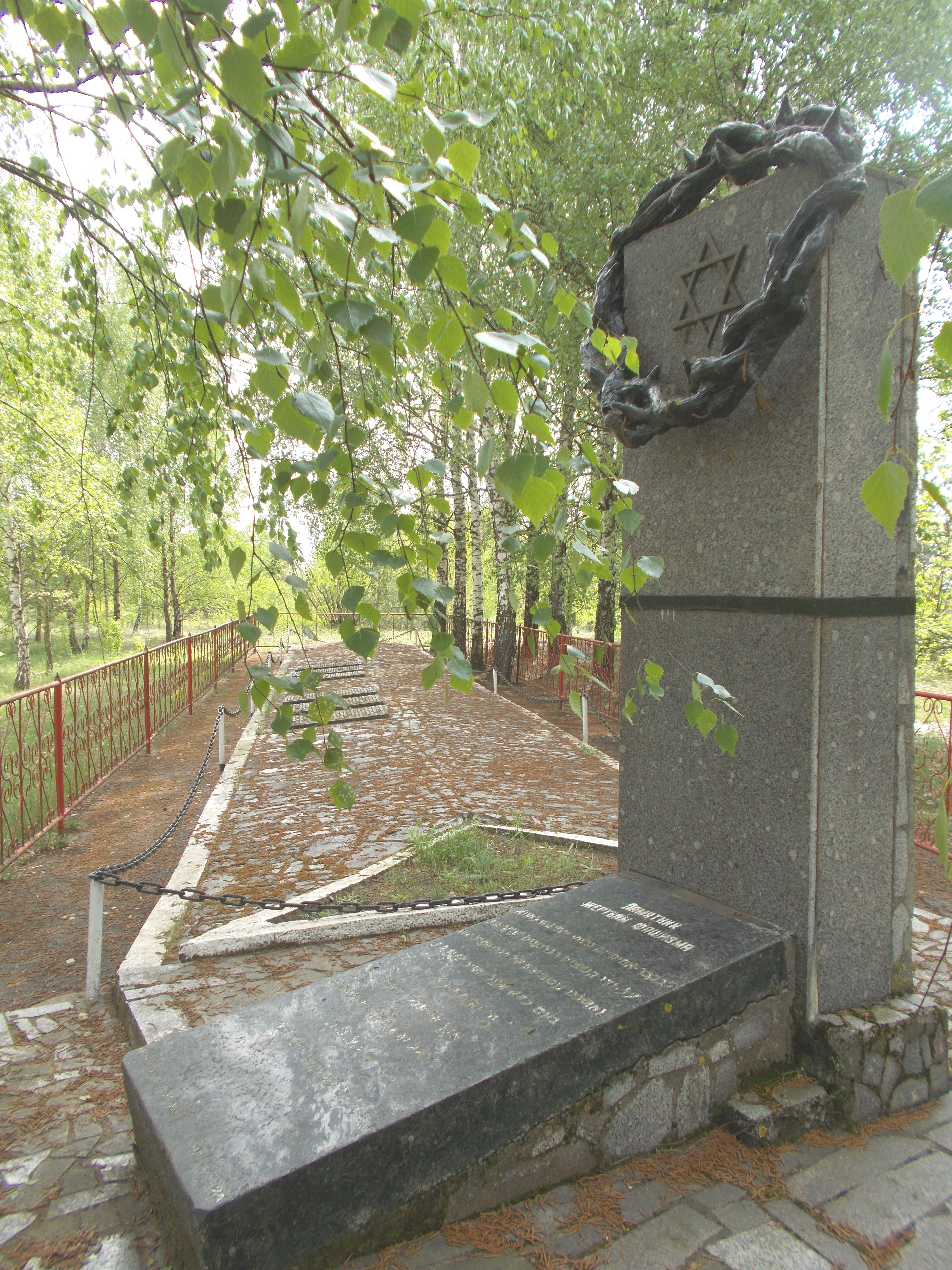
بنای یادبود کشته شدگان یهودی در این مکان

ارتش سرخ در اواسط ژوئیه سال ۱۹۴۴ طی عملیات باگراتیون به لاخوا رسید. جامعه یهودی این شهر اما هرگز ترمیم نشد. از هنگام فروپاشی اتحاد جماهیر شوروی در سال ۱۹۹۱ به این سوی، لاخوا از شهرهای کوچکتر در لونینتس در منطقه برست در بلاروس مستقل بوده‌است.